# Angelina Fioretti
Angelina Fioretti (1843 – Milano, 7 luglio 1879) è stata una ballerina italiana.

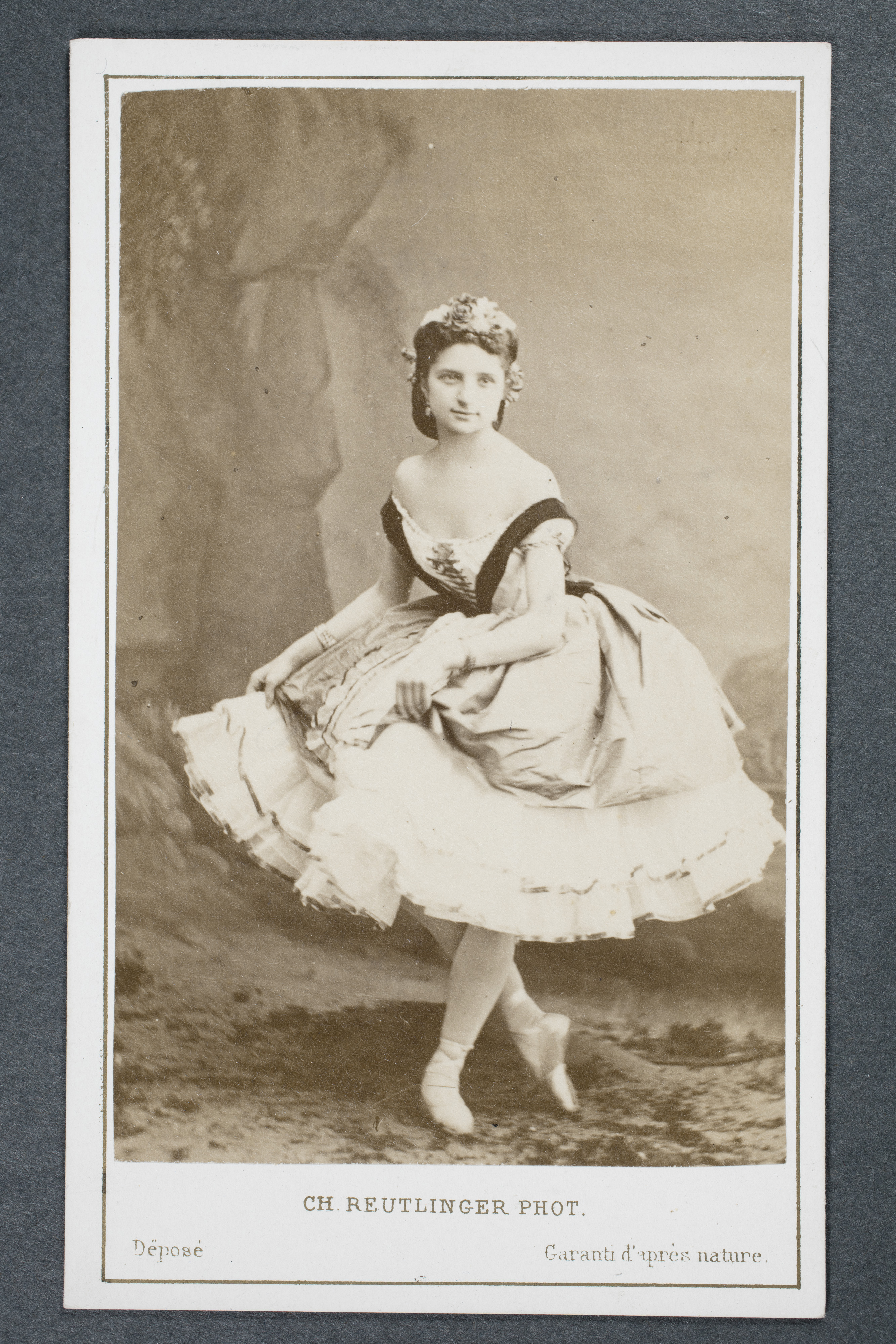
Angelina Fioretti 1860

Fu la prima ballerina italiana di danza classica del Romanticismo. Esordì nel corpo di ballo del Teatro alla Scala, e il 18 dicembre 1863 debuttò al Balletto dell'Opera di Parigi in uno spettacolo del Mosè di Rossini coreografato da Lucien Petipa, il quale negli anni successivi le affidò ruoli da protagonista in molte sue produzioni, come Roland à Roncevaux musicato da Auguste Mermet il 3 ottobre 1864, e Thérèse in Le roi d'Yvetot, con musiche di Théodore Labarre, il 28 dicembre 1865. Nello stesso anno, il 26 maggio, interpretò il ruolo principale di Néméa ou l'amour vengé, coreografato da Arthur Saint-Léon con musiche di Léon Minkus, e l'anno successivo, il 2 aprile, Saint-Léon creò per lei il suo entertainment des roses durante il Don Giovanni di Mozart, una variazione sul famoso rondò alla turca. Tra le altre coreografie di Saint-Léon che eseguì con successo ricordiamo il ruolo di Gulnare in Le corsaire, di Joseph Mazilier, con musiche di Adolphe Adam e Léo Delibes. La sua ultima grande esibizione avvenne il 3 marzo 1869, nel ruolo di Hélène del divertissement del Faust di Charles Gounod, con una coreografia ricordata come il capolavoro di Henri Justamant, il successore di Lucien Petipa nella direzione del Balletto dell'Opera di Parigi. L'anno successivo eseguì ancora la coreografia di Saint-Léon in Coppélia di Léo Delibes, prima di lasciare definitivamente le scene quando sposò a Londra il baritono Napoleone Verger il 18 luglio 1870.